# Ardmore (Irlanda)
Ardmore (in irlandese: Aird Mhór) è un villaggio di pescatori nella contea di Waterford, in Irlanda.